# Opius helios
Opius helios är en stekelart som beskrevs av Fischer 1959. Opius helios ingår i släktet Opius och familjen bracksteklar. Inga underarter finns listade i Catalogue of Life.